# Witjastief 3
Das Witjastief 3 (auch Witjastiefe 3, Witjas-Tief(e) 3, Vitias-Tief(e) 3 oder Vitiaz-Tief(e) 3 genannt) ist ein Meerestief im nordwestlichen Teil des Pazifischen Ozeans (Pazifik) und mit 10.542 m Meerestiefe die tiefste Stelle des Kurilengrabens. Es wurde nach dem sowjetischen Forschungsschiff Witjas benannt.

## Geographische Lage
Das Witjastief 3 befindet sich im nordwestlichen Pazifik direkt östlich der Kurilen im südlichen Teil des Kurilengrabens und knapp 200 km südöstlich von Iturup, eine der südlichen Inseln der Kurilen. Es liegt bei etwa 44° nördlicher Breite und 151° östlicher Länge.